# Santiago Carrillo Solares
Santiago Carrillo Solares (Gijón, Astúries, 18 de gener de 1915 - Madrid, 18 de setembre de 2012) va ser un polític espanyol.
Carrillo va ser una de les figures clau del comunisme espanyol des de la Segona República Espanyola fins al final de la Transició. Va combatre en la Guerra Civil espanyola junt al bàndol republicà i va esdevenir una figura rellevant de l'oposició al franquisme i durant la Transició. Així mateix, va ser Secretari General del Partit Comunista d'Espanya.

## Biografia

### Infància i joventut
Passa la seva primera infància a Navarra fins que el seu pare, Wenceslao Carrillo Alonso, obrer fonedor i militant de Partit Socialista Obrer Espanyol (PSOE) i la Unió General de Treballadors (UGT), el 1924 esdevé dirigent nacional d'ambdues organitzacions i la família es veu obligada a traslladar-se a Madrid. S'instal·len al barri obrer de Cuatro Caminos on viuran sense abandonar les dificultats econòmiques, ja que les minses assignacions que les organitzacions obreres destinaven als seus dirigents difícilment cobrien les necessitats d'una família amb cinc fills.
Santiago Carrillo arriba a Madrid amb una deficient formació i ingressa al Grup Escolar Cervantes (situat al seu barri, Cuatro Caminos) depenent de la Institución Libre de Enseñanza i dirigit per Ángel Lorca. Santiago Carrillo ha dit sovint que es va educar al millor col·legi de l'Espanya de l'època. Completat l'ensenyament primari és seleccionat per a cursar Batxillerat, però no podent la família pagar els drets d'examen, abandona els estudis, i comença a treballar com a aprenent en una impremta. Poc després s'afilia a les Joventuts Socialistes d'Espanya (JJ. SS.) i a la UGT.
El 1930, als quinze anys, comença a col·laborar com a periodista a El Socialista i el 14 d'abril de 1931, proclamada la República, se li encarrega la informació parlamentària. Carrillo alterna amb els grans periodistes encarregats de la informació parlamentària dels altres periòdics: Víctor de la Serna (Informaciones), Wenceslao Fernández Flórez (ABC), Manuel Azaña (El Sol)...
En la seva militància política, enquadrat des d'un principi en la minoria revolucionària del partit socialista (enfrontada a una majoria reformista), aviat destaca per la seva capacitat d'anàlisi i facilitat dialèctica. Des de la direcció de Renovación (la revista de les JJ. SS.), a la qual accedeix el 1933, defensa la seva posició revolucionària estenent-la en el si de les Joventuts.
El 1934, és nomenat secretari de les Joventuts Socialistes. Existeixen dos corrents en el PSOE de l'època. El grup dominant en inici serà el dels reformistes, comandats per Besteiro i Prieto. L'altre grup, també nombrós, és el dels revolucionaris, el líder dels quals era Largo Caballero (el «Lenin espanyol»). Carrillo comença a col·laborar estretament amb Largo Caballero. Aviat aconseguiria la seva estima, fins al punt d'arribar a ser considerat el seu "delfí". Partidari de la unificació de les joventuts obreres, intenta provocar la unitat d'acció de les Joventuts Socialistes i Comunistes. Ambdues organitzacions convoquen manifestacions i participen en mítings de forma unitària. També intenta que Esquerra Comunista, organització de caràcter trotskista, ingressi al PSOE. Defensa l'entrada del mateix PSOE, una vegada s'hagi imposat el sector revolucionari, en la Internacional Comunista (IC).
Pren part en el moviment revolucionari conegut com a Revolució de 1934, la qual cosa el porta a la presó fins que, després de la victòria del Front Popular a les eleccions del 16 de febrer de 1936, és posat en llibertat. Comparteix presó amb Largo Caballero, el seu propi pare i molts altres dirigents socialistes. És durant aquest tancament quan es distancia de les postures polítiques de Largo Caballero en considerar-les moderades.
En sortir de la presó, els representants de la Internacional Comunista a Espanya li proposen i organitzen un viatge a Moscou amb les direccions de les JJSS i JJCC per a negociar la seva unificació. A Moscou, Santiago Carrillo es va veure enlluernat per la revolució triomfant. Les JJSS i JJCC, molt properes ideològicament, aconsegueixen acords sobre la futura organització resultant, les Joventuts Socialistes Unificades. La base organitzativa seria la Federació de Joventuts Socialistes, que mantindria les seves relacions amb el PSOE. S'acorda l'adhesió com a “simpatitzants” a la Internacional Juvenil Comunista, es renuncia a qualsevol relació amb organitzacions trotskistes i es marca com a objectiu la unificació dels partits obrers, sota l'òrbita de Moscou.
Al seu retorn a Espanya, àdhuc amb l'oposició d'Hernández Zarzalejo (president de les JJSS) i altres membres de la direcció, la unificació no triga a imposar-se, i en aquest procés experimenta un espectacular creixement fins a aconseguir els 200.000 afiliats.

#### La Guerra Civil
La revolta militar del 18 de juliol sorprèn Santiago Carrillo a París. Torna immediatament a Espanya creuant la frontera per Irun i, ja a Sant Sebastià, s'incorpora a l'exèrcit republicà, participa en l'assalt a un hotel ocupat per rebels i surt amb una columna direcció a Aguilar de Campoo amb la intenció d'avançar cap a Madrid. Sense aconseguir el seu objectiu, combat diverses setmanes a les muntanyes d'Ubide (prop de Bilbao), torna novament a França per entrar per la frontera catalana i així tornar a Madrid on, amb el grau de capità, lluita en el front de la Sierra.

##### Defensa de Madrid i afusellaments de Paracuellos
Durant el mes d'octubre, les forces rebels avancen cap a Madrid i el 6 de novembre es troben a les portes de la capital. El govern dona per perduda la ciutat i es trasllada a València precipitadament, només amb temps per lliurar dos sobres. Un al General Miaja amb instruccions perquè organitzi la defensa de Madrid. Un altre al general Pozas perquè traslladi la caserna general de l'exèrcit lluny d'una ciutat que, preveuen, pot passar a les mans de l'enemic. Aquest mateix dia Santiago Carrillo s'afilia al Partit Comunista d'Espanya.
Immediatament, es forma la Junta de Defensa de Madrid. Queda reunida fins a altes hores de la nit per tractar d'impedir que les tropes rebels, parapetades a la Casa de Campo, entrin a la ciutat. Santiago Carrillo és nomenat Conseller d'Ordre Públic. La Junta desconeix amb quines forces compta, encara que se sap que són insuficients i mal proveïdes. Ha de reclutar gent i organitzar-la, mantenir l'estructura de la ciutat (desbordada pels nombrosos camperols que s'han refugiat en ella fugint de l'avanç rebel) i mantenir la moral de la seva població que ja sap que el govern ha abandonat la ciutat (aquest episodi bèl·lic es coneix com a batalla de Madrid). També valora que cal impedir, en tant que sigui possible, que amb la caiguda de la ciutat l'exèrcit rebel augmenti el seu potencial ofensiu. Entre altres mesures, es decideix evacuar als presos de les presons (Model, Porlier, Ventas i altres), militars i civils simpatitzants dels rebels.
L'endemà al matí, el 7 de novembre, Madrid sofreix els bombardejos de l'aviació i l'artilleria, a la Ciutat Universitària i la Casa de Campo es combat cos a cos i, a l'altre costat de la ciutat, un comboi d'autobusos que trasllada als presos amb destinació a altres presons fora de la ciutat es desvia o és desviat cap al municipi de Paracuellos de Jarama, allí els presos són afusellats. Els successos es repeteixen l'endemà passat, aquesta vegada al municipi de Torrejón de Ardoz. Fins al 4 de desembre no tots els combois arribarien a la seva destinació. En total, entre 2.396 i 5.000 presos, civils i militars van ser afusellats i els seus cossos enterrats a fosses comunes.
Més de 20 anys després, quan Carrillo fou nomenat Secretari General del PCE, el règim franquista responsabilitzaria directament Carrillo d'aquestes matances, acusant-lo d'haver-les permès o emparat en la seva qualitat de Conseller d'Ordre Públic. La polèmica entre els historiadors segueix encara en l'actualitat (vegeu La responsabilitat de Santiago Carrillo en les matances de Paracuellos), existint cert consens sobre que Carrillo, en la seva condició de Conseller d'Ordre Públic, difícilment va poder haver ignorat, almenys des del 7 de novembre, que les matances estaven tenint lloc, sense que hagués fet res per evitar-ho. Un grup d'autors, encapçalat per César Vidal, va més enllà i li responsabilitza directament de l'organització i execució de les matances, sense que les proves esgrimides siguin considerades concloents (i en alguns casos falses) per altres autors com Ian Gibson o Ángel Viñas. Carrillo ha negat sempre la seva participació o responsabilitat en la matança.
El 24 de desembre de 1936, Santiago Carrillo abandona la JDM, quan el front a Madrid s'havia estabilitzat, i centra tots els seus esforços en la direcció política de les JSU, organització que es va mostrar especialment combativa durant tota la guerra, amb una majoria dels seus afiliats (més de 200.000) integrats en l'exèrcit republicà. En 1937 passa a formar part del buró polític del PCE, com a membre suplent.
Carrillo, des de la seva entrada en el PCE, va acatar amb disciplina totes les posicions de la direcció del partit durant la guerra. No va plantejar cap discrepància d'importància i va assumir totes les consignes de la Internacional Comunista.

### Exili i clandestinitat

#### La lluita des de París
Al final de la guerra surt a França per la frontera catalana, on es trobava participant en els últims combats. En aquest temps té una companya, Chon, i una filla que intenten sortir d'Espanya pel port d'Alacant. Chon i la seva filla són detingudes i tancades al camp de concentració d'Albatera. Sense que els nacionals sabessin que es tractava de la companya de Santiago Carrillo, és localitzada des de França i aconsegueixen passar-la a través dels Pirineus. La seva filla moriria a conseqüència de malalties contretes en camp d'Albatera i, un temps després, Santiago i Chon se separarien.
Des de París viatja a Bèlgica on la IC li prepara un viatge per arribar a Moscou. Viatja per diferents països per organitzar la IJC. A la mort del secretari general del PCE, José Díaz Ramos, des de Cuba, declara que l'única capaç d'assumir la màxima responsabilitat del PCE és Dolores Ibárruri, Pasionaria. Poc després, Dolores Ibárruri és nomenada Secretari General contra tot pronòstic, desbancant al més clar candidat, Vicente Uribe Galdeano. Està a Alger quan és nomenat membre del Buró polític i se li encarrega la més alta responsabilitat organitzativa del partit en aquests moments: l'organització del PCE a Espanya. Des d'allí viatja a París com a polissó en un vaixell de guerra francès. A París, el 1942, decideix aturar la invasió de la Vall d'Aran. Carrillo va considerar que aquella invasió era un disbarat en la qual haurien mort la majoria dels guerrillers participants. Ordena que es retirin i organitza els maquis fins a la seva dissolució el 1949.
El 1948, Carrillo visita Tito amb la petició d'armes per a la guerrilla; poc temps després, la direcció del partit, amb l'assistència de Santiago Carrillo, s'entrevista amb Stalin a petició d'aquest. Stalin, davant els esforços estèrils de la guerrilla, aconsella la infiltració en els Sindicats Verticals, considerant-los una organització de masses legal que els comunistes han d'utilitzar per combatre el franquisme. La direcció del PCE no està convençuda que hagin d'infiltrar-se en una organització tan desprestigiada entre els treballadors, però surten de l'entrevista disposats a seguir les recomanacions de Stalin. Al costat de la decisió d'infiltrar-se en els sindicats verticals, encara que no fos suggerit per Stalin, la direcció del partit decideix liquidar la lluita armada. Se li encarrega que presenti la nova estratègia, alguna cosa que fa en la revista comunista Nuestra Bandera.
En 1949, a París, es casa amb Carmen Menéndez, amb la qual tindrà tres fills, Santiago, José (Pepe) i Jorge. La família Carrillo viu amb una falsa identitat francesa, Santiago justifica les seves llargues absències amb una suposada professió de viatjant de comerç. Els seus propis fills, durant la seva primera infància, desconeixeran la seva veritable identitat; i tot el pes de la família “Giscard” recaurà sobre Carmen, que és la sustentació econòmica de la família, s'encarrega de l'educació dels fills, les cures de la casa i compatibilitza el treball amb les seves activitats com a militant del PCE.

#### Ascens a la secretaria general
En els anys cinquanta, les relacions entre la Pasionaria i Carrillo es refreden per diferències respecte a l'organització del partit a París. Carrillo assenyala la mala gestió d'Uribe (número dos del PCE en aquests moments), màxim responsable de l'organització a França. Amb anterioritat, un altre dirigent, Antón, va plantejar iguals crítiques sent apartat de la direcció i enviat a Varsòvia.
Al V Congrés del PCE, celebrat a Txecoslovàquia en 1954, Carrillo planteja la democratització del partit.
El 1955 Espanya entra en l'ONU a proposta dels Estats Units i amb el vot favorable de l'URSS. Stalin havia mort en 1953 i s'iniciava un procés de distensió. Estats Units i l'URSS havien proposat, cadascun, l'entrada de diferents països que l'altre aprovaria. Santiago Carrillo des de París publica un article a Nuestra Bandera aprovant l'entrada i planteja la "política de reconciliació nacional". La direcció del PCE, sense conèixer l'existència de l'article, fa declaracions en contra. Carrillo s'assabenta d'aquestes declaracions quan l'article encara està en la impremta sense fer res per retirar-lo. A conseqüència d'aquesta situació Santiago Carrillo va estar a punt de ser expulsat del partit.
El conflicte plantejat per Santiago Carrillo era greu. Santiago Carrillo era el màxim responsable polític de l'organització del PCE a Espanya, controlava aquesta organització. La direcció no podia permetre que tot aquest poder estigués en mans d'algú que escapava al seu control i la seva actitud va ser considerada com a alta traïció.
En aquestes dates es va celebrar el XX Congrés del Partit Comunista de la Unió Soviètica (PCUS) on s'exclou Carrillo de la delegació del partit comunista amb l'excusa de ser imprescindible a París. Entre sessions, la direcció del PCE, amb Pasionaria al capdavant, es juramentava contra Carrillo. Tot indicava que Carrillo seria expulsat del partit per "fraccionari" quan Pasionaria va arribar a conèixer el contingut de l'informe secret de Nikita Khrusxov, informe per a ús intern del PCUS en el qual condemnava les pràctiques estalinistes i revisava l'estructura del PCUS. Pasionaria va entendre que els temps havien canviat, i va fer que la resta de la direcció reconsiderés la seva postura.
Poc després Santiago Carrillo viatja a Budapest, convocat per la direcció del partit. Carrillo viatja convençut que seria expulsat del partit. No obstant això, torna a París com a virtual Secretari General, ja que Dolores Ibárruri va delegar-li des de llavors totes les seves responsabilitats. Al VI Congrés del PCE Carrillo accedeix oficialment a la Secretaria General al mateix temps que Pasionaria és promoguda a la Presidència.

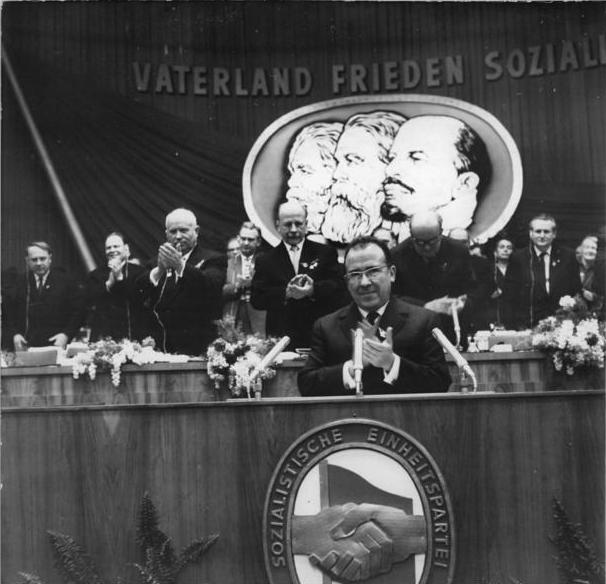
Santiago Carrillo en un congrés del SED, l'any 1963.
Walter Ulbricht i Nikita Khrusxov a la seva dreta, Nicolae Ceauşescu a la seva esquerra.

Sota l'adreça de Carrillo, el PCE es va convertir en l'organització més bel·ligerant de l'oposició al franquisme. Quan Carrillo adquireix protagonisme en el PCE, amb el titular «La Matança de Paracuellos», el franquisme va engegar la seva maquinària propagandista per responsabilitzar-lo d'aquestes morts.
Amb l'ascensió de Carrillo a la Secretaria General, les pràctiques estalinistes no desapareixen, només se suavitzen. El 1964 les diferències de Fernando Claudín i Jorge Semprún són solucionades acusant-los de fraccionaris i expulsant-los del partit. Santiago Carrillo va exercir la Secretaria General amb autoritat. Claudín comentaria que en una ocasió va plantejar al Comitè Central la següent qüestió: «Camarades, no és anormal que després de vuit anys, des que Santiago dirigeix el treball, no hàgim adoptat cap resolució contrària a les seves posicions?» Claudín explica que després d'un silenci Mije va dir: «Sí, una vegada, quan Santiago va proposar anar clandestinament a Astúries vam rebutjar la seva postura». El Partit Comunista no va aconseguir resoldre els seus problemes de democràcia interna durant el període en què Carrillo es va mantenir en la seva direcció, les dissensions mai es van acceptar amb naturalitat i en la majoria dels casos es van resoldre amb la sortida del partit de la posició minoritària.
A partir de 1968, després de les seves crítiques a la invasió soviètica de Txecoslovàquia, comença el seu distanciament de la tutela de l'URSS i el seu acostament, al costat del líder comunista italià Enrico Berlinguer, i al francès Georges Marchais, a la línia independent pel que fa a Moscou coneguda com a eurocomunisme.

### La transició democràtica

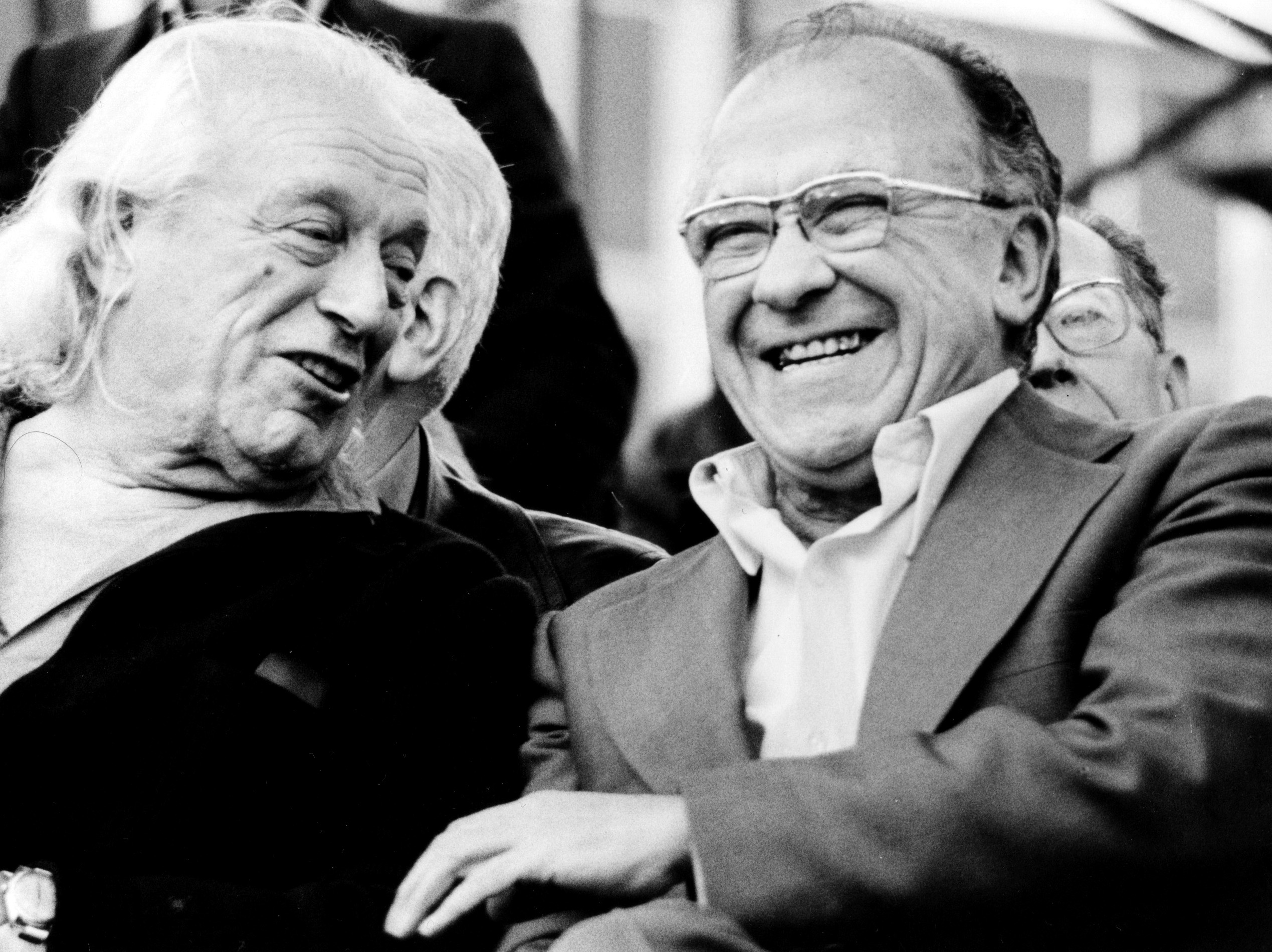
Santiago Carrillo i Rafael Alberti en la 1a festa del PCE a la Casa de Camp. 1978.

Pocs anys abans de la seva tornada a Espanya, manté contacte amb els jerarques del règim per a fonamentar les futures relacions diplomàtiques; és interessant marcar que aquestes relacions es van donar en un període d'assassinats per part del règim, entre els que Salvador Puig i Antich fou executat brutalment, evidenciant així que els ideals de Carrillo cercaven més el poder que la justícia social, tot afavorint la transició cap a una democràcia buida.
El 1976, després de la mort de Franco, torna en secret a Espanya i és detingut el 22 de desembre del mateix any amb set militants més (Julio Aristizábal, Juan Manuel Azcárate, Jaime Ballesteros, Victoriano Díaz-Cardiel, Santiago Álvarez Gómez, Pilar Brabo Castells i Simón Sánchez Montero), en una acció provocada per ell mateix a fi de posar al govern enfront de la situació d'haver de reconèixer l'existència i força del partit, així com els esforços desenvolupats en el període de clandestinitat en la lluita per les llibertats.
Abans d'aquesta tornada ja havia mantingut converses, a través de tercers, amb el govern d'Adolfo Suárez González. Carrillo havia ofert garanties de moderació dels seus militants, així com l'acceptació del règim monàrquic i de la bandera nacional, avançant-se en això al mateix partit socialista. Les seves activitats i mentalitat, més oberta i cautelosa que la de molts membres del partit, han fet que hagi estat considerat per alguns historiadors com una de les personalitats que va possibilitar l'èxit de la transició política a la democràcia a Espanya.
Serà definitivament amb l'atemptat de la matança d'Atocha el 24 de gener de 1977, on moren tirotejats per un grup d'extrema dreta quatre advocats afiliats al PCE, quan molts estimen que Carrillo aconsegueix el suport definitiu de part de la societat espanyola i de Suárez. Un dia després se succeeix la primera gran manifestació multitudinària de l'esquerra des de la Segona República, seguida setmanes després de desenes d'aturs i manifestacions pacífiques, en solidaritat amb l'esdevingut i el partit comunista.

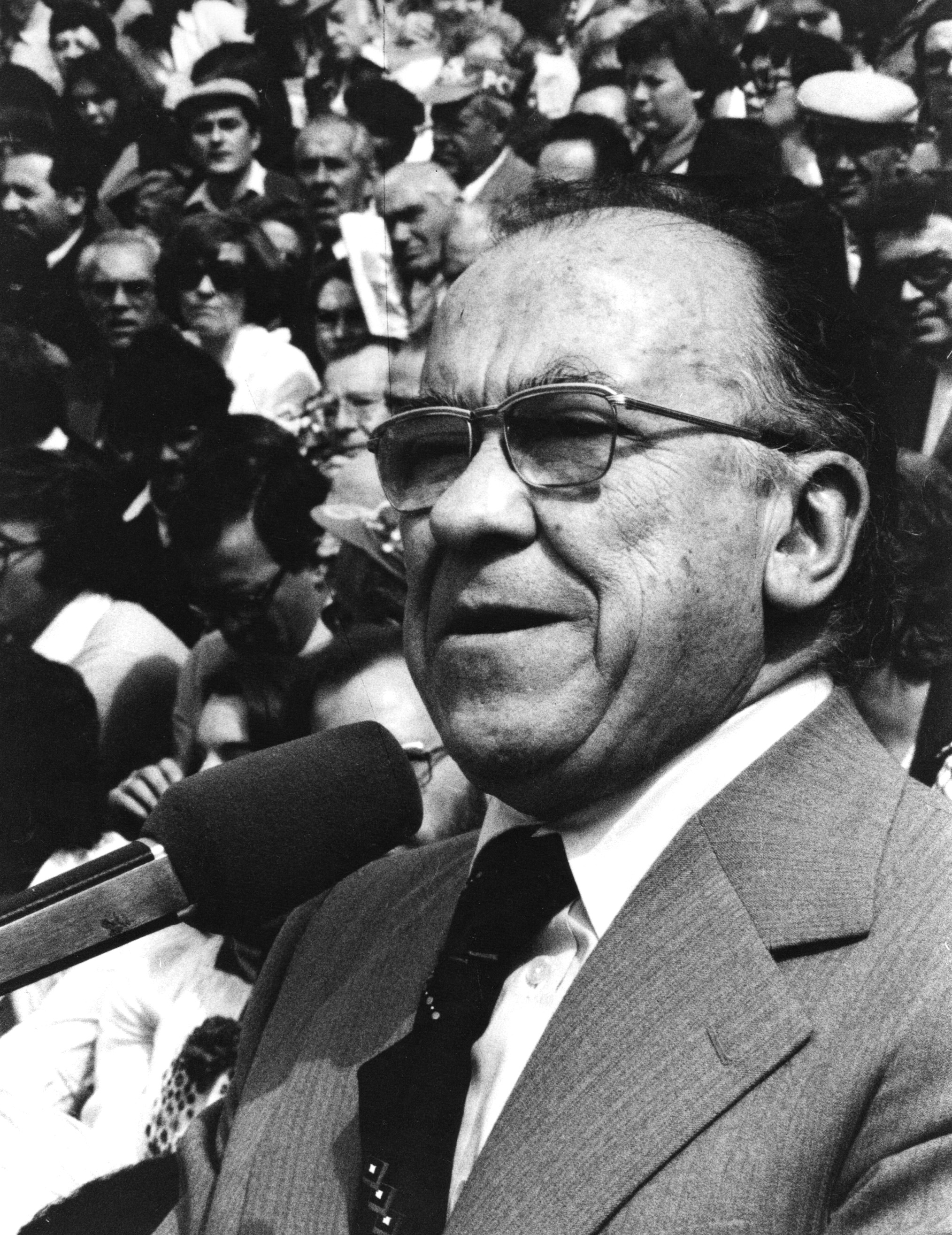
Santiago Carrillo en la campanya electoral de les eleccions generals de 1977.

El 2 de març, en una reunió celebrada a Madrid amb l'assistència de Marchais i Berlinguer, Carrillo presenta de forma oficial el moviment eurocomunista. El 9 d'abril, el PCE és legalitzat pel govern de Suárez, la qual cosa provoca no poques tensions en el seu si i cert soroll de sabres, amb la dimissió immediata del Ministre de Marina. La declaració de Santiago Carrillo després de conèixer la notícia va ser:
| « | Acabo de conèixer la legalització del PCE. La notícia em produeix la mateixa satisfacció que sentiran milions de treballadors i demòcrates a Espanya. És un acte que dona credibilitat i fortalesa al procés de marxa cap a la democràcia. Ara l'indispensable és que els altres partits siguin també legalitzats i que s'arribi a una autèntica llibertat sindical. La classe obrera i els treballadors de la cultura podran parlar, per fi, al nostre país, amb la seva autèntica veu. Jo no crec que el president Suárez sigui un amic dels comunistes. El considero més aviat un anticomunista, però un anticomunista intel·ligent que ha comprès que les idees no es destrueixen amb repressió i il·legalitzacions. I que està disposat a enfrontar a les nostres, les seves. Bé, aquest és el terreny en el qual han de dirimir-se les divergències. I que el poble, amb el seu vot, decideixi. Per a això fa falta que la legalització dels partits estigui acompanyada d'autèntiques llibertats i d'un tracte no discriminatori en els mitjans de comunicació estatals. | » |

El 15 de juny tenen lloc les primeres eleccions democràtiques en les quals Carrillo és elegit diputat al Congrés per Madrid, formant després part com a tal en el procés d'elaboració de la nova Constitució.

### El desastre i la seva expulsió
La seva elecció es veuria renovada en les successives convocatòries electorals de 1979 i 1982. No obstant això, els resultats electorals no eren bons i comença a produir-se una sèrie d'abandonaments de personalitats pertanyents al denominat sector renovador. Això el portaria a deixar la secretaria general en mans de Gerardo Iglesias Argüelles, el 6 de novembre de 1982. Iglesias era molt més jove i pertanyia a aquest sector crític, amb ell no va trigar a tenir forts enfrontaments que van culminar el 15 d'abril de 1985 amb l'expulsió del partit de Carrillo i els seus seguidors.
L'any següent forma un nou partit anomenat Partit dels Treballadors d'Espanya-Unitat Comunista (PTE-UC), el qual no va trigar a mostrar-se incapaç d'atreure els votants, per la qual cosa acaba integrant-se en el PSOE juntament amb els seus dirigents, tret de Carrillo, que no accepta l'ingrés en el Partit Socialista a causa dels seus molts anys com a militant comunista.

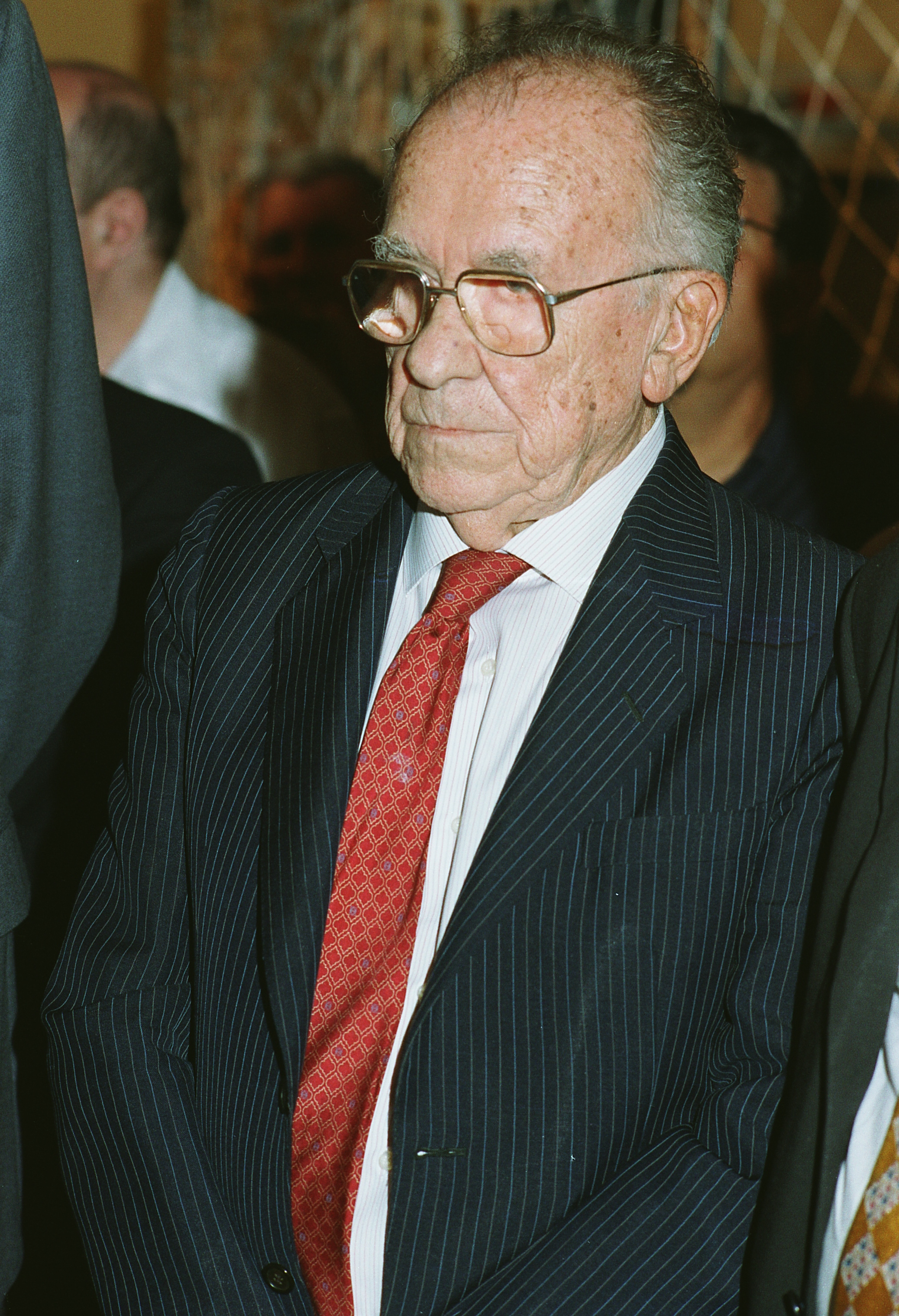
Santiago Carrillo al MHC el 2001.

### En segon pla, els últims anys
Durant els últims anys de la seva vida, ja retirat de la vida política activa, va escriure, va fer conferències i va participar en tertúlies radiofòniques, com La Ventana de la Cadena Ser a la secció La tertulia de sabios amb Javier Pérez Royo i Nativel Preciado.
El 20 d'octubre de 2004 va ser investit Doctor Honoris causa per la Universitat Autònoma de Madrid. La cerimònia va estar marcada per l'actuació violenta d'un grup reduït de persones que va acudir a la concentració de protesta. Entre ells, alguns van irrompre a la sala amb banderes franquistes i van proferir improperis contra Carrillo, cridant-lo "assassí" i "genocida". Uns mesos abans, el 16 d'abril, ja havien intentat agredir-lo membres d'extrema dreta, durant una tertúlia en una llibreria de Madrid, durant la presentació del llibre Historias de las dos Españas de l'escriptor Santos Juliá.
El 18 de setembre de 2012 va morir al seu domicili a Madrid, a l'edat de 97 anys.

## Llista d'obres
- «¿Adónde va el Partido Socialista? (Prieto contra els socialistes de l'interior)» (1959)
- «Después de Franco, ¿qué?» (1965)
- «Eurocomunismo y Estado» (1977)
- «El año de la Constitución» (1978)
- «Memoria de la transición: la vida política española y el PCE» (1983)
- «Problemas de la transición: las condiciones de la revolución socialista» (1985)
- «El año de la peluca» (1987)
- «Problemas del Partido: el centralismo democrático» (1988)
- «Memorias» (1993)
- «La gran transición: ¿cómo reconstruir la izquierda?» (1995)
- «Un joven del 36» (1996)
- «Juez y parte: 15 retratos españoles» (1998)
- «La Segunda República: recuerdos y reflexiones» (1999)
- «¿Ha muerto el comunismo? Ayer y hoy de un movimiento clave para entender la convulsa historia del siglo XX» (2000)
- «La memoria en retazos: recuerdos de nuestra historia más reciente» (2004)
- «¿Se vive mejor en la república?» (2005)